# Firedrake
HMS Firedrake (H79) war einer der acht Zerstörer der F-Klasse der britischen Royal Navy im Zweiten Weltkrieg. Die Firedrake wurde am 16. Dezember 1942 im Nordatlantik bei der Sicherung des Konvois ON 153 von U 211 versenkt.

## Geschichte des Schiffes
Aufträge für den Bau von zwei Zerstörern der F-Klasse gingen am 15. März 1933 an die Parsons Marine Steam Turbine Company in Wallsend-on-Tyne. Der Turbinenhersteller hatte schon häufiger Aufträge für Zerstörer erhalten, zuerst 1898 den Auftrag für den ersten Turbinenzerstörer Viper, wobei die Schiffskörper in der Regel von Werften in der Nachbarschaft am Tyne gebaut wurden. Der Auftrag für die Schiffsrümpfe der nicht von den Serienbauten abweichenden Schiffe der F-Klasse ging an den High Walker Yard der Firma Vickers-Armstrong. Vickers hatte 1928 die Firma Armstrong-Whitworth übernommen, wollte aber den Schiffbau auf der Vickers-Stammwerft in Barrow konzentrieren. Der 1913 in High Walker als Armstrong-Werft entstandene Schiffsbauplatz sollte nur noch in Ausnahmefällen Neubauten erstellen. Die volle Auslastung der Werft in Barrow hatte Vorrang. Der High Walker Yard von Armstrong-Whitworth hatte 1913 mit der Kiellegung des Schlachtschiffs Malaya seine Arbeit aufgenommen. In High Walker entstanden bis 1929 73 Schiffe.
Vickers nutzte den High Walker Yard ab 1931 zum Bau des Luxusliners Monarch of Bermuda für die Furness Bermuda Line, dann folgten 1933/34 der Bau der Schiffskörper der Zerstörer Fame und Firedrake. Als Besonderheit erfolgte die Kiellegung beider Schiffe nebeneinander am 5. Juli 1933 und auch der Stapellauf beider Schiffe am gleichen Tag, dem 26. Juli 1934. Diesen gleichzeitigen Bau von zwei Zerstörern setzte die Werft bei weiteren Aufträgen bis zum Kriegsbeginn 1939 fort.
Die Firedrake erhielt als siebtes Schiff der Royal Navy seit 1648 diesen Namen. Zuletzt hatte in von 1912 bis 1921 ein Yarrow-special-Zerstörer der Acheron-Klasse geführt.
Die Firedrake wurde am 30. Mai 1935 kurz nach ihrem am 26. April abgelieferten Schwesterschiff Fame fertiggestellt. Alle acht Schiffe der Klasse kamen zwischen Dezember 1934 und Juni 1935 in den Dienst der Navy, dazu noch der im Mai 1935 ausgelieferte Flottillenführer Faulknor.

### Einsatzgeschichte
Zusammen mit ihren Schwesterschiffen bildete HMS Firedrake zunächst die 6., später die 8. Zerstörerflottille und diente meist im Mittelmeer, wo sie bis 1939 auch zur Sicherung des britischen Schiffsverkehrs während des Spanischen Bürgerkriegs eingesetzt waren und zeitweise an der internationalen Überwachung teilnahmen.

### Kriegseinsätze
Bei Kriegsbeginn war das Schiff mit der 8. Zerstörerflottille Teil der Home Fleet und sicherte deren große Einheiten wiederholt gegen U-Boote. Bei einer dieser Suchfahrten gelang es der Firedrake zusammen mit Faulknor und Foxhound am 14. September 1939 nordwestlich von Irland, U 39 als erstes deutsches U-Boot im Zweiten Weltkrieg nach einem gescheiterten Angriff auf den Flugzeugträger Ark Royal zu versenken. Die Versenkung war auch der erste erfolgreiche Einsatz des britischen ASDIC-Sonars.
Im Jahr 1940 wurde der Zerstörer dann bei der versuchten Abwehr der deutschen Landung in Norwegen (Unternehmen Weserübung) zur Deckung von Schiffen der Home Fleet eingesetzt.
Am 27./28. Mai unterstützte die Firedrake mit den Flakkreuzern Cairo und Coventry, dem Schwesterschiff Fame und den Zerstörern Whirlwind, Havelock, Walker sowie der Sloop Stork den Angriff der Fremdenlegion auf Narvik, das am 28. Mai von den Deutschen geräumt wurde.
Am 7. Juni war die Firedrake bei der Evakuierung der alliierten Truppen aus Harstad mit dem Schwesterschiff Fame und drei weiteren Zerstörern sowie den Kreuzern Southampton und Coventry Teil der Eskorte eines schnellen Konvois mit sieben Truppentransportern (u. a. Oronsay 20.043 BRT, Duchess of York 20.021 BRT).
Zwei Monate später wies die Admiralität Firedrake der neu gebildeten Force H zu, die in Gibraltar stationiert war. Ende August 1940 verlegte die 8. Zerstörer-Flottille mit Faulknor, Foresight, Forester, Fury, Fortune und Greyhound zusammen mit dem Kreuzer Sheffield zur Force H, deren Flaggschiff der Schlachtkreuzer Renown mit dem Träger Ark Royal schon dort stationiert waren. Bei der Verlegung sicherten sie Einheiten, die sich auf dem Weg zur Mittelmeerflotte befanden, mit dem Schlachtschiff Valiant, dem neuen Träger Illustrious und den Flakkreuzern Calcutta und Coventry.
Bei einer U-Jagd-Unternehmung östlich von Gibraltar gelang es Firedrake am 18. Oktober 1940 zusammen mit Wrestler und zwei Saro London-Flugbooten der Staffel 202, das italienische U-Boot Durbo zu versenken. Die 46-köpfige Besatzung wurde gefangen genommen. Aufgrund des erbeuteten Geheimmaterials konnte zwei Tage später ein weiteres italienisches U-Boot durch andere Zerstörer versenkt werden.
Am 1. November 1940 gehörte die Firedrake zu den Einheiten der Force H mit dem Schlachtkreuzer Renown, dem Schlachtschiff Barham und den Zerstörern Forester, Fortune, Gallant, Greyhound und Griffin, die entlang der marokkanischen Westküste gegen vermutete vichy-französische Schiffsbewegungen vorstießen.

Bei der „Operation Coat“ lief die Force H am 7. November mit dem Träger Ark Royal, dem Kreuzer Sheffield und sechs Zerstörern darunter Firedrake, Forester, Fortune und Fury von Gibraltar aus, um eine „Force F“ (Verstärkung für Mittelmeerflotte) mit dem Schlachtschiff Barham, zwei Kreuzern und vier Zerstörern zu begleiten. Vor der Straße von Sizilien drehte die Force H ab, während die Force F gegen sie entsandte italienische Zerstörer ohne Feindberührung passierte, 2150 Soldaten Verstärkung in Malta ausschiffte und dann mit der Mittelmeerflotte nach Alexandria marschierte.

Bei der vom 15. bis 17. November 1940 folgenden „Operation White“ gehörte die Firedrake wieder zum Sicherungsschirm der Force H, die aus einem Gebiet südwestlich Sardinien vom Träger Argus zwölf Hurricane-Jäger und zwei Skua-Bomber zum Flug nach Malta startete, von denen wegen starken Gegenwinds nur vier Hurricanes und eine Skua das Ziel erreichten. Ein am 17. geplanter Angriff der Flugzeuge der Ark Royal gegen Alghero (Sardinien) musste wegen der Wetterlage aufgegeben werden.

Mit der „Operation Collar“ versuchten Mittelmeerflotte und Force H Ende November von Osten und Westen Malta zu versorgen. Das italienische I. Geschwader unter Flottenchef Campioni mit den Schlachtschiffen Vittorio Veneto und Giulio Cesare und sieben Zerstörern und das II. Geschwaders unter Iachino mit sechs schweren Kreuzern sowie weiteren sieben Zerstörern wollten die von Westen kommenden Verbände abfangen. Der britische Befehlshaber, Vizeadmiral Somerville, lief mit der Renown, den Kreuzern Manchester, Sheffield, den Zerstörern Faulknor, Firedrake, Forester, Fury, Encounter sowie dem von der Mittelmeerflotte nach Westen verlegten Schlachtschiff Ramillies, den Kreuzern Newcastle, Berwick und weiteren Zerstörern der italienischen Flotte entgegen. Angriffe der Torpedoflugzeuge der mit den Zerstörern Kelvin und Jaguar zurückbleibenden Ark Royal gegen die Vittorio Veneto und den schweren Kreuzer Pola blieben erfolglos. Zwischen den Überwassereinheiten kam es zur Seeschlacht bei Kap Teulada (Sardinien). In einem etwa einstündigen Gefecht der Kreuzer und Schlachtschiffe erzielten die Italiener einen Treffer auf dem Kreuzer Berwick, der italienische Zerstörer Lanciere wurde mit einem schweren Treffer in Schlepp genommen. Dann brach Admiral Campioni das Gefecht ab, da er auf Grund unzureichender Luftaufklärung annahm, überlegenen feindlichen Kräften gegenüberzustehen.
Am 1. Januar 1941 stoppte der britische Leichte Kreuzer Bonaventure mit den Zerstörer Jaguar, Duncan, Foxhound, Hero und Firedrake vor Oran einen französischen Konvoi mit dem Passagierdampfer Chantilly (9986 BRT), dem Tanker Octane (2034 BRT), den Frachtern Suroit (2318 BRT) und Sally Maersk (3252 BRT) und einem bewaffneten Trawler als Eskorte und brachte die Schiffe auf, die zuvor unbehelligt die Straße von Gibraltar passiert hatten.

Vom 6. bis 13. Januar gehörte die Firedrake zur Force H, welche die „Operation Excess“ sicherte, die das Motorschiff Essex (11.063 BRT) mit 4000 t Munition, 3000 t Saatkartoffeln und zwölf Hurricane-Jägern zur Verstärkung zur Insel Malta brachte.
Vom 31. Januar bis 4. Februar 1941 war die Firedrake an einem erfolglosen Trägerangriff des britischen Gibraltargeschwaders gegen Sardinien beteiligt. Vom 6. bis 11. Februar folgte dann ein Angriff auf Genua, wobei Firedrake mit Duncan, Isis und Jupiter vor dem Verband eine U-Boot-Suche durchführte. Nach der Rückkehr nach Gibraltar lief auf die Meldung des Angriffs der Admiral Hipper auf den Konvoi SLS.64 die Firedrake im Verband der Force H mit Renown, Ark Royal, Sheffield und den Zerstörern Wishart, Jersey, Foxhound und Fury in den Atlantik aus, um die in See stehenden Konvois gegen erwartete weitere Angriffe deutscher Überwasserschiffe zu sichern. Auf die Fehlmeldung eines erneuten Auslaufens der Admiral Hipper aus Brest lief der Verband bis zur Klärung Richtung Biskaya, drehte dann aber ab und traf am 25. Februar wieder in Gibraltar ein. Nach einer Grundberührung im März 1941 in der Nähe von Gibraltar musste die beschädigte Firedrake in Chatham repariert werden.

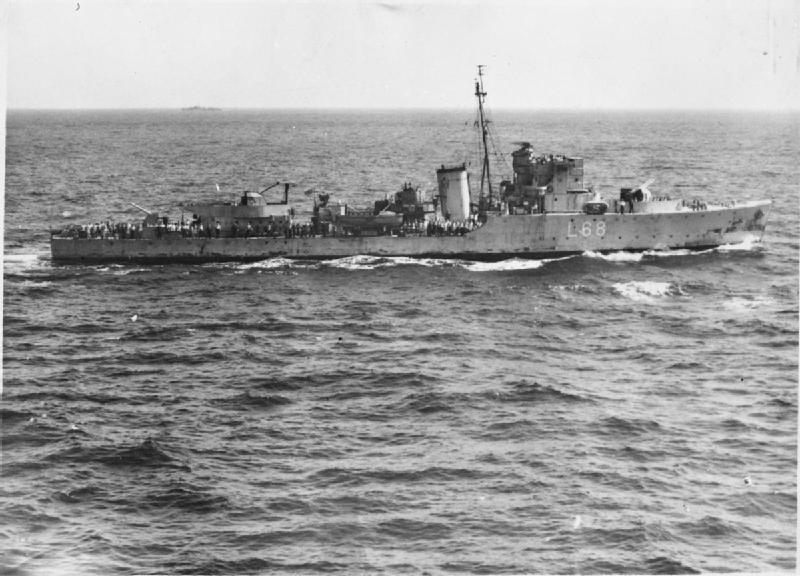
Der Hunt-Zerstörer Eridge

Vom 21. bis 27. Juli gehörte die Firedrake dann wieder zum Einsatzverband der Force H, die einen Nachschubkonvoi mit einem Truppentransporter und sechs Frachtern („Operation Substance“) sicherte. Die italienische Luftwaffe griff sowohl den Konvoi wie den Sicherungsverband mehrfach an und versenkte den Zerstörer Fearless. Als am Abend des 23. die Force H den Rückmarsch nach Gibraltar antrat, wurden die Firedrake und zwei weitere Zerstörern sowie der Kreuzer Hermione als Verstärkung der Nahsicherung zum Konvoi entsandt. Die Firedrake wurde allerdings schon bei einem noch am 23. Juli 1941 nördlich von Bône folgenden Angriff italienischer Bomber vom Typ SM.79 durch einen Nahtreffer schwer beschädigt und musste vom Geleitzerstörer Eridge in Schlepp genommen werden, nachdem die Maschine ausgefallen war. In Begleitung des Hunt-Zerstörers Avon Vale und des Tribal-Zerstörers Sikh wurde der Rückmarsch angetreten. In Gibraltar konnte nur eine Behelfsreparatur vorgenommen werden. Sie wurde mit dem ebenfalls während der Operation Substance schwer beschädigten Kreuzer Manchester in die USA nach Boston zur Reparatur geschickt.
Bei umfassenden Reparatur der Firedrake in den USA, die bis Januar 1942 dauerte, wurde die U-Boot-Abwehr-Bewaffnung zu Lasten der Hauptbewaffnung verstärkt. Das Buggeschütz wurde durch einen Hedgehog-Werfer ersetzt. Nach einem Unfall zu Beginn des Jahres 1942 und dessen Reparatur wurde der Zerstörer zur Sicherung von Geleitzügen im Nordatlantik ab Mai als Führungszerstörer der neugebildeten britischen „Escort Group B7“ (EG.B7) eingesetzt. Die in Lisahally stationierte Gruppe verfügte anfangs dazu über vier Korvetten der Flower-Klasse: HMS Alisma, HMS Loosestrife, Pink und Sunflower, zu denen wechselnd weitere Schiffe traten unter anderem die ehemaligen US-Zerstörer Chesterfield und Ripley der Town-Klasse.

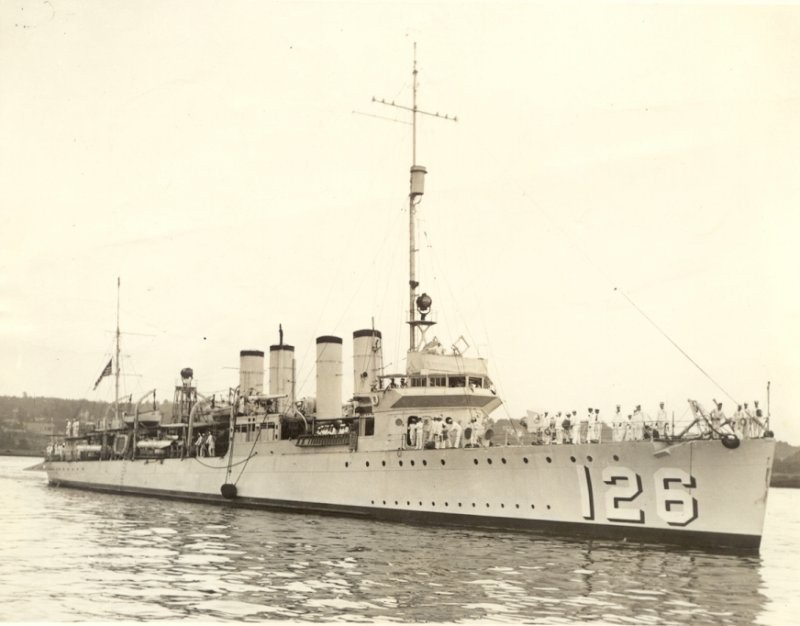
Der Zerstörer USS Badger (DD126)

In den folgenden Monaten war die Firedrake an einem Dutzend von Konvois im Einsatz. So konnte am 20. Mai 1942 U 406 als Fühlungshalter vom Konvoi ONS.94 von der EG.B7 abgedrängt werden, wo die Firedrake mit dem ehemaligen US-Zerstörer Churchill, und den Korvetten Dianella, Kingcup, Loosestrife und französischen Roselys zusammenarbeitete.

Am 19. November 1942 verstärkte die Firedrake mit der USS Badger der Wickes-Klasse die Sicherung des Geleitzuges ONS 144 und sie konnten die angreifenden deutschen U-Boote abdrängen.

### Das Ende derFiredrake
Am 12. Dezember übernahm die HMS Firedrake als Führungszerstörer der EG B7 die Sicherung des aus 43 Schiffen bestehen Konvois ON.153 von Großbritannien nach New York. Die Gruppe bestand für diesen Einsatz noch aus dem Town-Zerstörer Chesterfield der Clemson-Klasse und den Flower-Korvetten Alisma, Pink, Snowflake und Sunflower.
Bis zum Abend des 16. hatte ein Fühlung haltendes Boot fünf deutsche U-Boote an den Geleitzug herangeführt, die dann angriffen. Sie versenkten den norwegischen Tanker Bello (6125 BRT) und die belgische Emile Francqui (5859 BRT). Der britische Tanker Regent Lion (9551 BRT) wurde beschädigt. In der Nacht torpedierte U 211 den Führerzerstörer Firedrake, der durch den Torpedotreffer in zwei Teile zerbrach. Der vordere Teil sank sofort, während das Heckteil noch eine Weile schwamm. Die Korvette Sunflower versuchte längsseits zu gehen, was wegen des schweren Sturms scheiterte. Sie blieb beim Rest des zerstörten Schiffes, das vor einer Wetterberuhigung auf der Position 50° 50′ 0″ N, 25° 15′ 0″ W sank und konnte noch 27 Mann der Firedrake aus dem Wasser fischen, von denen einer dann doch noch starb, so dass 170 Mann durch den Untergang der HMS Firedrake ihr Leben verloren.